# بيدرو غوميز
بيدرو غوميز (بالإسبانية: Pedro Gómez Valderrama) (و. 1923 – 1992 م) هو محامي، وسياسي، ودبلوماسي، ومؤلف، ومحامي كولومبي، ولد في بوكارامانغا، كان عضوًا في الحزب الليبرالي الكولومبي، توفي في بوغوتا، عن عمر يناهز 69 عاماً، بسبب نوبة قلبية.

## مناصب
تولى منصب وزير التعليم في كولومبيا (7 أغسطس 1962–1 سبتمبر 1965).

## التعليم
تعلم في جامعة كولومبيا الوطنية.